# Hogna trunca
Hogna trunca är en spindelart som beskrevs av Yin, Bao och Zhang 1996. Hogna trunca ingår i släktet Hogna och familjen vargspindlar. Inga underarter finns listade i Catalogue of Life.